# モンテスクード＝モンテ・コロンボ
モンテスクード＝モンテ・コロンボ（伊: Montescudo-Monte Colombo）は、イタリア共和国エミリア＝ロマーニャ州リミニ県にある、人口約6,800人の基礎自治体（コムーネ）。
コムーネ統廃合 (it:Fusione di comuni italiani) により、2016年1月1日にモンテ・コロンボがモンテスクードに編入され発足した。

## 地理

### 位置・広がり

#### 隣接コムーネ
隣接していたコムーネは以下の通り。括弧内のRSMはサンマリノ共和国所属を示す。
- コリアーノ
- ファエターノ (RSM)
- ジェンマーノ
- サン・クレメンテ
- サッソフェルトリオ

### 気候分類・地震分類
モンテスクード＝モンテ・コロンボにおけるイタリアの地震リスク階級 (it) は、zona 2 (sismicità media) に分類される。

## 行政

### 分離集落
モンテスクード＝モンテ・コロンボには、以下の分離集落（フラツィオーネ）がある。
- Albereto, Croce, Monte Colombo (sede comunale), Montescudo, Osteria Nuova, San Savino, Santa Maria del Piano, Taverna, Trarivi, Valliano, Vallecchio